# Europejski Kodeks Cywilny
Europejski Kodeks Cywilny (EKC) – projekt kodeksu cywilnego wspólnego dla wszystkich państw członkowskich Unii Europejskiej, mający na celu ujednolicenie prawa prywatnego na obszarze Wspólnoty.

## Podstawa kodyfikacji EKC
Początki postulatów o ujednoliceniu prawa europejskiego sięgają połowy lat 70, jednak pełne poparcie idei kodyfikacji EKC upatruje się w Parlamentu Europejskiego, który 26 maja 1989.r wydał uchwałę w sprawie wysiłków – na rzecz harmonizacji prawa prywatnego państw członkowski, w preambule stwierdzając w ust. A „najbardziej skutecznym sposobem dokonania harmonizacji w celu spełnienia wymogów prawnych Wspólnoty w obszarze prawa prywatnego jest unifikacja większych gałęzi tego prawa”. W części merytorycznej uchwały parlament wezwał zainteresowane kraje do współpracy oraz udzielenia niezbędnego wsparcia.
Kolejną podstawą jest uchwała Parlamentu Europejskiego z 6 maja 1994 – o harmonizacji pewnych obszarów prawa prywatnego państw członkowskich”, negatywnie odnosząc się do braku zainteresowanie w sprawie kodyfikacji i uznając w ust. D, że dalsze prace są „niezbędne do ukończenia rynku wewnętrznego”.
W 1999 r. Rada Europejska podczas szczytu w Tampere w ust. 28 wniosku z posiedzenia zapisano postulat zniesieniu ograniczeń praw jednostek i przedsiębiorstw w wyniku wynikających z niespójności systemów prawnych państw członkowskich.
Komunikatem z 16 marca 2001 Parlament Europejski oficjalnie wezwał w ust. 28. do podjęcia działań przez komisję w tym zakresie, która ostatecznie nie zajęła żadnego stanowiska podając jedynie pod dyskusje rozmaite warianty kodeksu.
Obecnie za główną podstawę prawną dokonania kodyfikacji Europejskiego Kodeksu Cywilnego upatruje się w trzech artykułach Traktatu ustanawiającego Wspólnotę Europejską i jego następców. Do przepisów Traktatu zalicza się: art. 95 (podjęcie działań w celu stworzenia i funkcjonowania wspólnego rynku), art.308 (rozszerzenie kompetencji UE w celu stworzenia ram umożliwiających stworzenie wspólnego rynku), art.65 (współpraca sądowa w zakresie wspólnego rynku). Podstawy te są krytykowane przez sceptyków EKC, ze względu na zbyt szeroką wykładnię przepisów.

## Założenia
1. Założenie gospodarcze – stworzenie norm prawnych regulujących stosunki gospodarcze w Unii Europejskiej a tym samym zniesienie różnorodności występujących w systemach prawnych krajów członkowskich, utrudniających płynne funkcjonowanie wspólnego rynku, które nie mogą być zniesione na poziome implementacji dyrektyw wspólnotowych, ze względu na ich ograniczony zakres i niepełność regulacji. Założenie to zostało potwierdzone w 2001 r. w Komunikacie Komisji Europejskiej o europejskim prawie kontraktów[9] stwierdzając, że rozbieżności między państwowymi systemami prawnymi niekorzystnie wpływają na rozwój stosunków gospodarczych[10].
2. Założenie integracji politycznej i społecznej – ujednolicenie norm prawnych jest podstawowym środkiem do pogłębienia tożsamości obywateli Unii Europejskiej oraz warunkiem zaciśnięcia integracji państw wspólnoty[11].

## Zakres Europejskiego Kodeksu Cywilnego
Europejski kodeks cywilny ma obejmować kompleksowo obszary z prawa prywatnego, na wzór kodeksów poszczególnych krajów wspólnoty. Trzeba jednak zaznaczyć, że największe trudności w opracowaniu norm prawnych, sprawia prawo rodzinne oraz spadkowe i jak już zaznaczono prawdopodobnie te gałęzie prawa zostaną pominięte. Taki stan rzeczy wynika z kompleksowego ujęcia w krajowych systemach prawnych oraz mnogości rozwiązań, które przeważnie wynikają kultury danego narodu.
Wariant kodeksu zawarty w Zielonej Księdze Komisji Europejskiej wskazuje na skupienie działań kodyfikacyjnych, w zakresie stworzenia jednolitego europejskiego prawa umów dla konsumentów i przedsiębiorców, mający obejmować prawo czynów niedozwolonych, bezpodstawne wzbogacenie się oraz prowadzenie cudzych spraw bez zlecenia. Wynika to z tego iż w zamyśle prawo umów ma być punktem wyjście do prac nad innymi gałęziami praw, w szczególności praw zobowiązań. Trwają również prace nad ujednoliceniem prawa rzeczowego, jednak kodyfikacja ma obejmować własność ruchomości i zabezpieczenia na ruchomości, a więc z pominięciem zagadnień prawa nieruchomości.

## Kodyfikacje
Prace kodyfikacyjne na europejskim kodeksem cywilnym znacząco różnią się od dotychczas znanych prac legislacyjnych. Nie zdecydowano się powołać jednej komisji kodyfikacyjnej, a zamiast tego utworzono wiele, niezależnych grup i komisji pracujących nad własnymi projektami. W ich skład wchodzą m.in:
- Komisja Europejskiego Prawa Umów (Commision on European Contract Law[14]) – powołana przez prof. Ole Lando w 1982 r. była najdłużej działającą komisją. Prace publikowano w formie książkowej pod tytułem Principles of European Contract Law[15] („Zasady europejskiego prawa umów” – z.e.p.u.), składającej się z trzech etapów i z czego każdy z nich odnosił się do poszczególnych okresów prac komisji. Pierwszy okres funkcjonowania komisji to lata 1982–1990, podczas którego odbyło się pięć posiedzeń. Jej prace zostały opublikowane w 1995 r. w formie 1 części z.e.p.u. Druga komisja funkcjonowała od 1992 do 1996 r. Odbyła osiem posiedzeń a jej prace zostały opublikowane w 1999 r. w postaci połączonej 1 i 2 części z.e.p.u. Trzecia komisja funkcjonowała w latach 1997–2001. Odbyła ona pięć posiedzeń a jej prace zostały opublikowane w 2003 r. jako część 3 z.e.p.u. Komisja we wszystkich trzech etapach dokonała kodyfikacji części ogólnej prawa zobowiązań i części ogólnej prawa umów. W 2003 r. komisja uległa samorozwiązaniu a jej kontynuatorem została Grupa Badawcza nad Europejskim Kodeksem Cywilnym[13].

- Europejska Grupa Prawa Deliktowego – została powołana przez prof. Jaapa Spiera w 1992 r. w Tilburgu. Pracuje ona nad projektem Principles of European Tort Law („Zasady europejskiego prawa czynów niedozwolonych”)[16], bazującym na wzorach wypracowanych przez Komisję Lando[13][17].

- Akademia Europejskich Znawców Prawa Prywatnego (Accademia dei Giusprivatisti Europei[18]) – powołana przez prof. Giuseppe Gandolfiego w 1992 r., z siedzibą w Pawia. Swoje prace oparła na kodeksie cywilnym włoskim oraz prawie angielskim, a efektem jej pracy jest projekt pierwszej części Europejskiego kodeksu umów, opublikowanego w języku francuskim, włoskim, angielskim, hiszpańskim i niemieckim[13].

- Grupa Badawcza Nad Europejskim Kodeksem Cywilnym (Study Group on a European Civil Code) – powołana w 1998 r. kontynuuje prace zapoczątkowane przez Komisję Europejskiego Prawa Umów, a jej celem jest pełne przygotowanie projektu kodeksu. Na jej czele stoi prof. Christian von Bar z Uniwersytetu w Osnabrück, chociaż prace komisji są nadzorowane przez Grupę Koordynującą, złożoną ze specjalistów nauk prawnych, pochodzących z różnych krajów Europy[13].

- Międzynarodowa Grupa Robocza Do Spraw Europejskiego Prawa Powierniczego – funkcjonująca od 1996 r. na Uniwersytecie w Nijmegen. Efektem jej pracy jest wydana w 1999 r. praca zatytułowana „Zasady europejskiego prawa powierniczego”, składająca się jedynie z ośmiu artykułów[13].

- Komisja Europejskiego Prawa Rodzinnego (Commission on European Family Law[19]) – powstała w 2001 r. Założeniem grupy jest stworzenie ram prawnych z zakresu prawa rodzinnego, które mają się opierać na zasadach wypracowanych przez Komisję Lando. Przewodniczącą jest Katharina Boele-Woelki z Uniwersytetu w Utrechcie[13].

- Grupa Badawcza ds. Prawa prywatnego (Acquis Group) – działająca na Uniwersytecie w Münster. Koncentruje się na prawie prywatnym Wspólnoty Europejskiej[13].

## Argumenty
Wokół projektu europejskiego kodeksu cywilnego pojawiło się wiele kontrowersji oraz argumentów popierających, jak i krytykujących kodyfikację. Przeciwstawne opinie wynikają z twierdzenia, iż wspólny kodeks cywilny nie będzie możliwy do zrealizowania w znaczeniu szerszym: pełnej kodyfikacji prawa prywatnego, a istnieje jedynie możliwość ujednolicenia poszczególnych gałęzi prawa, jak np. europejskie prawo umów.

### Argumenty przeciw
- Różnice polityczne i historyczne pomiędzy poszczególnymi krajami wspólnoty i jednoczesne występowanie systemu prawa anglosaskiego oraz prawa kontynentalnego. Ze względu na te różnice podstawowym wymogiem byłoby stworzenie jednolitego systemu interpretacji i terminologii, który uniemożliwi powstanie rozbieżności w doktrynie i sądownictwie. Przeciwnicy często podkreślają problem wyboru języka tekstu kodeksu. Trwają prace w języku angielskim, co już przysparza duże problemy ze względu na różnice w siatce pojęciowej common law i civil law[22].
- Systemy prawne w poszczególnych krajach są jednolite, a zastąpienie fragmentu danego systemu, bez zmiany reszty, będzie przysparzało znaczne trudności. Przeciwnicy podkreślają, że prawo danego państwa jest dostosowane do potrzeb społecznych i wynika z tradycji historycznej, czego normy europejskiego kodeksu cywilnego nie są w stanie uwzględnić[23].
- Ustanowienie Trybunału Sprawiedliwości Unii Europejskiej jako organu właściwego do interpretacji kodeksu, wymusi utworzenie Izby Cywilnej a tym samym możliwe pogłębienie biurokracji i wydłużenie czasy rozstrzygania[24].
- Brak sensu dokonywania prac ze względu na niemożliwość implementacji EKC w systemy prawne krajów członkowskich. Zdaniem sceptyków, UE nie posiada skutecznych narzędzi do wprowadzenia tego typów rozwiązań. Obecne środki w formie dyrektyw są wiążące co do skutków i dają zbyt dużo swobody w wyborze środków ich osiągnięcia, co kłóci się z ideą jednolitej implementacji, z kolei rozporządzenie narzuca odgórnie dane normy jednakże kłóci się z zasadą proporcjonalności stanowiącej podwalinę prawa wspólnotowego[25].
- Kodeks jest projektowany przez młodych i niedoświadczonych prawników, pochodzących przeważnie z krajów Europy reprezentujących zbliżony krąg kulturowy jak np. Holandia, Niemcy, z pominięciem krajów Europy południowej. Stwarza to ryzyko że przez niewielką bazę reprezentacji, kodeks nie będzie uwzględniał interesów wszystkich państw członkowskich a jego regulacje będą stronnicze[26].

### Argumenty za
- Wprowadzenie Europejskiego Kodeksu Cywilnego umożliwi zniesienie barier wynikających z różnic występujących w poszczególnych krajowych systemach prawnych. Jest to niezbędne w czasach globalizacji oraz dążenia do poprawy wymiany handlowej w ramach Wspólnoty[27].
- Ujednolicenie norm prawa prywatnego umożliwi zwiększenie przepływu ludzi, w szczególności studentów, pracowników czy też turystów. Wprowadzenie jednolitych norm ma zapewnić jeszcze większe poczucie przynależności do Wspólnoty obywateli Unii Europejskiej oraz zwiększyć ich bezpieczeństwo prawne[27].
- Europejski Kodeks Cywilny nie musi wyprzeć kodyfikacji krajowej, może on istnieć obok krajowego systemu prawnego i być jedynie opcją pomiędzy prawem europejskim a krajowym – zainteresowane podmioty same dokonają wyboru[28].
- Dokonywanie dotychczasowych regulacji prawa prywatnego na poziomie dyrektyw jest niezadowalające i prowadzi do jeszcze większego rozdrobnienia, dlatego potrzebny jest jeden spójny akt normatywny[29].

## Skutki wprowadzenia EKC
Prace prowadzone nad Europejskim Kodeksem Cywilnym mają znaczący wpływ na prace legislacyjne w krajach wspólnoty, rozwiązania wprowadzone np. przez Zasady Europejskiego Prawa Umów były brane pod uwagę przy pracach nad prawem zobowiązań w Hiszpanii i Niemczech, reguły te również są uwzględniane w Polsce w szczególności przez Komisję Kodyfikacyjną Praca Cywilnego funkcjonującej przy Ministrze Sprawiedliwości. Skutki wprowadzenia EKC mogą być uzależnione od sposobu jego implementacji, w przypadku fakultatywnego, dobrowolnego przyjęcia norm prawnych możliwe jest uniknięcia dużych zawirowań związanych ze zmianą prawa cywilnego i problemów wynikających z przymusu wprowadzenia przepisów interpolarnych w celu uregulowania instytucji, charakterystycznych dla danego państwa np. użytkowanie wieczyste w Polsce. Ze względu na jednolitość prawa zostanie ograniczona potrzeba stosowania norm kolizyjnych, a strony stosunków prawnych zostaną pozbawione możliwości wyboru prawa, regulującego ich relacje. Kolejnym skutkiem będzie przymus wprowadzenia jednolitej terminologii prawnej oraz zasad wykłady, które umożliwią interpretowanie klauzul generalnych i zwrotów niedookreślonych, które występują w każdym systemie prawnym i są charakterystyczne dla danego państwa a dookreślane przed doktrynę i sądownictwo. Jednym z efektów wprowadzenia EKC i często podnoszonych przez jego przeciwników są wysokie nakłady finansowe związanych nie tylko z funkcjonowaniem zespół badawczych, ale również i to wynika z bezpośredniego wprowadzenia kodeksu, wymóg poniesienia wysokich kosztów na dostosowanie krajowych systemów prawnych i konsekwencji wynikających z ewentualnej nieprawidłowej implementacji. Wprowadzenie kodeksu zniesie bariery wewnątrzunijne oraz spowoduje ujednolicenie unijnego prawa prywatnego, chociaż argument ten jest podważany argumentem, iż unifikacja prawa nie jest potrzebna do prawidłowego funkcjonowania rynku wewnętrznego, podając za przykład Stany Zjednoczone, gdzie obok siebie istnieje 55 porządków prawnych, czy Wielką Brytanię, gdzie koegzystują ze sobą prawo angielskie i prawo szkockie.